# Nagyváradi postapalota
A nagyváradi postapalota műemlék épület Romániában, Bihar megyében. A romániai műemlékek jegyzékében a BH-II-m-B-01039 sorszámon szerepel.